# Rheumaptera betularia
Rheumaptera betularia är en fjärilsart som beskrevs av Gladbach 1774. Rheumaptera betularia ingår i släktet Rheumaptera och familjen mätare. Inga underarter finns listade.